# Jan Lundqvist (fotbollsspelare)
Jan Lundqvist, född 14 augusti 1966, är en svensk före detta fotbollsspelare.

## Biografi
Lundqvist debuterade i Gais i division II södra 1986, och spelade denna säsong 8 matcher (inga mål). När Gais följande säsong vann serien och tog sig upp i Allsvenskan var han ordinarie och spelade 22 av 26 matcher (3 mål). Han var sedan given i laget under hela klubbens allsvenska sejour, men när Gais åkte ur Allsvenskan 1992 lämnade han klubben, efter sammanlagt 140 matcher och elva mål. Efter ett år i Mölnlycke IF gick han 1994 till Västra Frölunda IF.